# Настуев, Мусса Мухамедович
Мусса Мухамедович Настуев (род. 22 января 1976, Кабардино-Балкария) — российский и украинский дзюдоист, призёр чемпионатов России, Европы и мира, мастер спорта Украины международного класса. Участник летних Олимпийских игр 2004 года в Афинах. В первой схватке олимпийского турнира проиграл Жуану Пине из Португалии и выбыл из дальнейшей борьбы.

## Спортивные результаты
- Чемпионат России по дзюдо 1996 года — ;
- Первенство России по дзюдо среди молодёжи 1997 года — ;
- Чемпионат России по дзюдо 1997 года — ;
- Чемпионат России по дзюдо 1998 года — ;